# Temperatura de fechamento
Temperatura de fechamento refere-se a temperatura de um sistema, como um mineral, no tempo indicado pela sua idade radiométrica.